# Anders Göransson
Anders Göransson, född 15 januari 1845 i Ovansjö socken, Gävleborgs län, död där 18 maj 1927, var en svensk hemmansägare och riksdagsman. 
Göransson var hemmansägare i Åsen i Gävleborgs län. Han var ordförande i styrelsen för Ovansjö och Torsåkers bergslagsallmänning från 1891 och i styrelsen för Ovansjö sockens sparbank från 1895. Han var även ordförande i kommunalfullmäktige och ledamot av Gävleborgs läns landsting. Han var ledamot av andra kammaren  för Gästriklands västra tingslags valkrets 1882–1902, suppleant i Konstitutionsutskottet 1885, ledamot i Bankoutskottet 1886, 1887A och B, 1892 och 1893, ledamot i Lagutskottet 1888–1890 och 1896, ledamot i särskilt utskott 1891 och 1895, ledamot i Bevillningsutskottet 1897–1899, ledamot i Statsutskottet 1900–1902, statsrevisorssuppleant 1887, 1896 och 1897 och statsrevisor 1898–1900. Han tillhörde senare första kammaren 1911 och 1917–1918, invald för Gävleborgs läns valkrets.